# Untergärige Hefe
Untergärige Hefe (historisch auch Unterhefe genannt) ist eine Bierhefe, die beim Bierbrauen nach der Gärung auf den Boden des Gärgefäßes absinkt. Untergärige Hefe benötigt im Gegensatz zu obergäriger Hefe eine niedrigere Temperatur zwischen 4 und 9 °C für die Gärung.
Aufgrund der niedrigeren Gärtemperatur können sich weniger Spontan-Infektionen vermehren; außerdem benötigt das untergärige Brauen eine längere Gär- und Lagerzeit, daher die englische Bezeichnung lager yeast. Der Hefesatz wird in der Fachsprache auch als „Druse“ oder „Geläger“ bezeichnet. Heute werden hauptsächlich Reinzuchthefen verwendet.
In der Praxis verwendete untergärige Hefen gehören der Gattung der Zuckerhefen (Saccharomyces) an. Die klassische untergärige Hefeart ist Saccharomyces carlsbergensis, wissenschaftlich korrekt Saccharomyces pastorianus. Diese ist eine Hybrid der klassischen obergärigen (bei vergleichsweise höheren Temperaturen arbeitenden) Bierhefe (Saccharomyces cerevisiae) und der Hefeart Saccharomyces eubayanus (en. wild lager yeast).
Typische untergärige Biere sind Pils, Export, Märzen und Lager.
Eine weitere untergärige Hefeart ist Saccharomyces uvarum.

## Geschichte
Wann und wo zum ersten Mal untergärig gebraut wurde, war lange Zeit unbekannt. Die ältesten möglichen Hinweise auf untergärige Brauweise stammen aus der Feder eines Nürnberger Stadtschreibers, die so interpretiert werden können, dass das Rotbier bereits zu Beginn des 14. Jahrhunderts untergärig gebraut wurde. Im 14. Jahrhundert ist auch ein Rechtsstreit zwischen Nürnberger Brauereien dokumentiert, wer „kaltes“ (untergäriges) Bier im Sommer ausschenken darf – dies war nur möglich, wenn Felsenkeller vorhanden waren.
In einer Brauordnung der Stadt Nabburg in der Oberpfalz von 1474 wird bestimmt, dass neben obergärigem Bier auch untergäriges Bier als Vorrat für den Sommer gebraut werden solle. In seinem 1581 erschienenen Buch über das Bierbrauen unterscheidet der im oberpfälzischen Kallmünz als Zöllner und Schulmeister tätige Christoph Kobrer drei verschiedene Gärungstypen. Den ersten zur Herstellung von obergärigem Gerstenbier und den zweiten zur Herstellung von obergärigem Weizenbier ordnet er Bayern zu, den dritten Gärungstyp zur Herstellung von untergärigem Bier ordnet er der Oberpfalz zu.
Vor der Entwicklung des verbesserten Kältetechnikverfahrens durch Carl von Linde in den 1870er Jahren war man für die untergärige Brauart auf natürliche niedrige Temperaturen angewiesen. Im Winter wurde untergärig, im Sommer obergärig gebraut.
So ist es auch zu erklären, dass die untergärige Brauart in Gegenden mit strengen Wintern eine lange Tradition hat. Im Vorteil waren auch Regionen mit Felsenkellern wie Böhmen, Franken oder die Oberpfalz. Anderswo schnitt man im Winter aus gefrorenen Gewässern Eisklötze aus und lagerte diese in Höhlen und tiefen Kellern (Eiskeller) ein. Dieses wurde dann zur Kühlung der Gärbottiche verwendet, wenn die Umgebungstemperaturen für das Brauen bereits zu hoch waren.
Eine Studie von Mathias Hutzler et al. (2023) verortet den Ursprung der klassischen Lager-Hefe S. pastorianus im Münchner Hofbräuhaus. Danach könnte dort die Zuführung einer obergärigen Hefe (S. cerevisiae) in eine Umgebung, in der S. eubayanus vorhanden war zur natürlichen Hybridisierung geführt haben (nicht umgekehrt), wobei der Stamm von S. cerevisiae nach Vermutung der Autoren entweder aus der Schwarzacher Weizenbrauerei oder aus der Stadt Einbeck stammte. Das Zeitfenster für diese Hybridisierung wird zwischen 1602 und 1615 angenommen, als im Münchner Hofbräuhaus sowohl Weizenbier als auch Lagerbier gleichzeitig gebraut wurden. Die weitere Verbreitung der Hybridhefe geschah dann wie schon bekannt durch Stämme aus der Münchner Spatenbrauerei.

## Reinzucht-Hefen
Für die in der Bierproduktion heute eingesetzten Reinzuchthefen ist es notwendig, die Hefe auch biologisch zu untersuchen.
Die Brauereien haben dafür Betriebskontrolleure, die entweder an den Hochschulen (HS Weihenstephan, VLB-Berlin, TH OWL) oder Braumeisterschulen ausgebildet werden. Um jegliche Kontamination auszuschließen, werden zusätzlich Proben an die jeweiligen Hochschulen, Braumeisterschulen oder andere Labore geschickt.
Um die Hefe zu kontrollieren, werden Proben entnommen, entweder sofort mikroskopisch untersucht oder auf Nährmedien angereichert und durch sichtbare Veränderung im Medium bereits optisch (mit dem „unbewaffneten Auge“) oder wiederum unter dem Mikroskop begutachtet. Diese Aufgabe obliegt der biologischen Betriebskontrolle, die auch für viele andere Kontrollen (nicht nur in Bezug auf Hefe) im Brauereibetrieb wichtig ist. In den 1960er und 1970er Jahren erfolgte ein Schub in der Entwicklung der gesamten Betriebskontrolle, nicht nur der biologischen. Dies führte zu der heute hohen Qualität gerade der untergärigen Biere. Ein damals gerade aufkommendes Nährmedium für den Nachweis von Bierschädlingen war das japanische Nakagawa-Medium, das auch in Deutschland von Klaus Grunenberg untersucht und z. T. modifiziert wurde.

## Ausblick
Aufgrund der Identifizierung der klassischen Lager-Hefe als ein Hybrid und ihrer beiden Elternspezies ist es Anfang 2015 in Finnland erstmals gelungen, durch künstlich erzeugte Hybridisierung von Saccharomyces eubayanus mit Saccharomyces cerevisiae mehrere neue Linien untergäriger Hefe zu erzeugen.
Durch eine breite Auswahl von Ausgangsstämmen der beiden Eltern-Spezies erhofft man sich bisher nicht erreichte günstige Eigenschaften für die neuen Typen: Verarbeitung von Maltotriose, Erzeugung von höheren Alkoholen als Aromaträger etc. Durch neue Hybridisierungen dieser beiden oder auch anderer Saccharomyces-Arten ist zu erwarten, dass sich die Bandbreite der untergärigen Biere künftig wesentlich erweitern wird, selbst wenn Saccharomyces eubayanus selbst keine kommerzielle Verwendung finden sollte.
Die Verwendung gentechnischer Methoden ist dafür nicht erforderlich, so dass gesetzlichen Bestimmungen und Verbraucherwünschen entsprochen werden kann.
Allerdings können hybride Genome in der industriellen Nutzung zu genetischer Instabilität führen. Einen neueren Überblick über die vielfältigen Möglichkeiten durch Hybridisierung verschiedener Linien von S. eubayanus einerseits und S. cerevisiae andererseits neue Linien untergäriger Hefe („Lager-Hefe“) zu erzeugen, geben Jennifer Molinet et al. (2024).

## Saccharomyces uvarum
Saccharomyces uvarum ist eine Hefeart, die häufig in fermentierten Getränken vorkommt, insbesondere in solchen, die bei niedrigeren Temperaturen fermentiert werden.
Sie wurde ursprünglich von Martinus Willem Beijerinck im Jahr 1898 beschrieben, galt aber lange Zeit als identisch mit Saccharomyces eubayanus.
In den Jahren 2000 und 2005 ergaben genetische Untersuchungen verschiedener Saccharomyces-Arten, dass sich Saccharomyces uvarum genetisch von Saccharomyces bayanus unterscheidet und als eigene Art betrachtet werden sollte.